# الألعاب البارالمبية الشتوية 2018
الألعاب البارالمبية الشتوية 2018 هي النسخة الثانية عشر من الألعاب البارالمبية أقيمت خلال الفترة من 9 مارس إلى 18 مارس 2018 في بيونغتشانغ، كوريا الجنوبية بعد نجاح عرض المدينة في الحصول على شرف استضافة الألعاب البارلمبية والألعاب الأولمبية معاً.

## اللجان الوطنية البارالمبية المشاركة
| البلدان المشاركة |
| --- |
| - أندورا (1) - الأرجنتين (2) - أرمينيا (1) - أستراليا (12) - النمسا (13) - بيلاروس (14) - بلجيكا (2) - البوسنة والهرسك (1) - البرازيل (3) - بلغاريا (1) - كندا (52) - تشيلي (4) - الصين (26) - كرواتيا (7) - جمهورية التشيك (21) - الدنمارك (1) - فنلندا (13) - فرنسا (12) - جورجيا (2) - ألمانيا (20) - بريطانيا العظمى (14) - اليونان (1) - المجر (2) - آيسلندا (1) - إيران (5) - إيطاليا (26) - اليابان (38) - كازاخستان (6) - كوريا الشمالية (2) - كوريا الجنوبية (36) (host) - المكسيك (1) - منغوليا (1) - هولندا (9) - محايدين (30) - نيوزيلندا (3) - النرويج (32) - بولندا (9) - رومانيا (1) - صربيا (1) - سلوفاكيا (11) - سلوفينيا (1) - إسبانيا (3) - السويد (24) - سويسرا (13) - طاجيكستان (1) - تركيا (1) - أوكرانيا (20) - الولايات المتحدة (68) - أوزبكستان (1) |